# Parmeniskos
Parmeniskos war ein antiker griechischer Philologe des 2./1. Jahrhunderts v. Chr. Seine Hauptthemen waren Fragen zur Philologie der Autoren Homer und Euripides.